# Baisweil
Baisweil település Németországban, azon belül Bajorországban. Lakosainak száma 1388 fő (2023. december 31.).

## Népesség
A település népessége az elmúlt években az alábbi módon változott:
| Lakosok száma | 546  | 888  | 667  | 1127 | 1296 | 1292 | 1296 | 1293 | 1295 | 1388 |
|               | 1875 | 1950 | 1975 | 1987 | 2012 | 2014 | 2016 | 2017 | 2021 | 2023 |